# Hlînske, Zinkiv
Hlînske (în ucraineană Глинське) este un sat în comuna Mali Budîșcea din raionul Zinkiv, regiunea Poltava, Ucraina.

## Demografie
Componența lingvistică a localității Hlînske
     Ucraineană (75,89%)
     Alte limbi (0,45%)
Conform recensământului din 2001, majoritatea populației localității Hlînske era vorbitoare de ucraineană (75,89%), existând în minoritate și vorbitori de alte limbi.